# B
B, b (gọi là bê hoặc bờ) là chữ thứ hai trong phần nhiều chữ cái dựa trên Latinh và là chữ thứ tư trong bảng chữ cái tiếng Việt.

## Sử dụng trong hệ thống chữ viết
- Bảng chữ cái Etruscan không sử dụng chữ B bởi vì ngôn ngữ đó không có âm bật kêu. Tuy thế người Etruscan vẫn hiểu chữ bêta của tiếng Hy Lạp.
- Chữ B có trong tiếng Latinh có thể vì ảnh hưởng của tiếng Hy Lạp.
- Tiếng Xê-mit có chữ bêt, cũng phát âm là /b/, với nghĩa đầu tiên là "nhà."
- Trong bảng chữ cái Hy Lạp, B tương đương với Β và b tương đương với β.
- Trong bảng chữ cái Cyrill, B tương đương với Б và b tương đương với б.
- Trong Latinh, B được đọc là "bi".
- Trong tiếng Việt, B được đọc là "bê" hoặc "bờ".

## Sử dụng khác
- Trong bảng mã ASCII dùng ở máy tính, chữ B hoa có giá trị 66 và chữ b thường có giá trị 98.
- Trong âm nhạc B đồng nghĩa với nốt Si. Tuy nhiên trong một số quốc gia nốt Si được viết là H
- B là một trong 4 nhóm máu chính.
- B cũng là tên của nhiều loại vitamin: B1, B2, B6, B12.
- Trong hệ đo lường quốc tế, B là ký hiệu cho bel.
- Trong hoá học, B là ký hiệu cho nguyên tố bo (Boron Z = 5).
- Trong thiên văn học, B là tên của loại sao thứ hai.
- Trong vật lý, b là ký hiệu cho hạt quark dưới (bottom).
- Trong mô hình màu RGB, B đại diện cho màu xanh lam (blue).
- Trong tin học:
  - b là viết tắt của bit, và B là viết tắt của byte.
  - B là tên của hai ngôn ngữ lập trình, xem: ngôn ngữ lập trình B và ngôn ngữ kỹ thuật B (specification language).
  - <b> là một thẻ HTML để làm cho ký tự biểu hiện dưới dạng đậm (bold).
- Trong toán học:
  - B thông thường được sử dụng như là biểu diễn cho giá trị số 11 trong các hệ đếm cơ số lớn hơn 11. Xem thêm hệ thập lục phân.
  - B có thể dùng để biểu diễn hình cầu.
  - B có thể là hằng số Brun, xấp xỉ bằng 1,902160583104.
- Trong hệ thống chứng chỉ ngoại ngữ, tin học, lý luận chính trị của Việt Nam, thì chứng chỉ B là mức thứ hai sau chứng chỉ A, dành cho những người qua được kỳ thi ở trên mức cơ bản.
- Trong tiêu chuẩn quốc tế về kích thước giấy, B là một tập hợp các loại giấy có tỷ lệ chiều dài/chiều cao là ma, 1000 x 1414 mm v.v
- Trong môn cờ vua, B là ký hiệu để ghi quân Tượng (Bishop).
- Theo mã số xe quốc tế, B được dùng cho Bỉ (Belgique).
- B được gọi là Bravo trong bảng chữ cái âm học NATO.